# Paul Gsell
Pour les articles homonymes, voir Gsell.
Paul Valentin Gsell, né le 24 janvier 1870 à Meudon (Hauts-de-Seine) et mort le 19 avril 1947 à Saint-Rémy-lès-Chevreuse (Yvelines) est un écrivain et  critique d'art français qui a terminé sa carrière professionnelle en tant qu'Inspecteur général des Bibliothèques de Paris et de la Seine.

## Œuvres
- Nouvelles scientifiques, 1896
- Promenades dans nos musées, 1899
- Auguste Rodin, L'Art, Paris, B. Grasset, 1911 (Wikisource)
- L'homme qui lit dans les âmes, roman, Grasset, 1928
- Les Clés d'or, roman, 1931
- Préface de Le Mystère du Foraisan d'André-Édouard Mars-Vallett, introduction de Pierre Devaux, illustrations d'André Galland, Éditions Magnard, coll. « Science et Aventures », no 2, 1946.